# Juncus regelii
Juncus regelii är en tågväxtart som beskrevs av Franz Georg Philipp Buchenau. Juncus regelii ingår i släktet tåg, och familjen tågväxter. Inga underarter finns listade i Catalogue of Life.